# Eucalyptopsis
Eucalyptopsis, C.T. White, 1951, é um género botânico pertencente à família Myrtaceae, aparentado, pelo que se depreende de estudos a nível molecular, ao género recentemente criado Stockwellia. É, aliás, o género tipo de um grupo (clado) de vários géneros relacionados de mirtáceas nativas de florestas tropicais. Possui apenas duas espécies.

## Espécies
- Eucalyptopsis alauda, L.A.Craven
- Eucalyptopsis papuana, C.T.White